# Râșnov
Râșnov (pronunciació en romanès: [ˈRɨʃnov]; en alemany: Rosenau; en hongarès: Barcarozsnyó; en dialecte saxó de Transsilvània: Ruusenåå; en llatí: Rosnovia) és una ciutat del comtat de Brașov, Transsilvània, Romania amb una població de 15.022 habitants.
Es troba a uns 15 km de la ciutat de Brașov i aproximadament a la mateixa distància de Bran, a la carretera que uneix Valàquia i Transsilvània.

## Història
El fortí romà de Cumidava va ser descobert el 1856 a prop de la ciutat.
El castell de Râșnov va ser construït els anys 1211-1225 pels cavallers teutònics. Râșnov fou esmentat per primera vegada el 1331 com a Rosnou i de nou el 1388 com a villa Rosarum. Si bé el poble va ser arrasat moltes vegades en la seva història per tàtars, turcs i valacs, el castell va ser conquerit una sola vegada, el 1612 per Gabriel Báthory.

## Mite
Hi ha un mite unit a la Ciutadella de Râșnov. Durant un setge particularment llarg de la fortalesa, els ciutadans de Râșnov es van preocupar per la manca d'aigua potable disponible. Dos soldats turcs, que havien estat capturats anteriorment, van rebre la tasca de cavar un pou al centre de la fortalesa. A aquests dos homes se'ls va assegurar que se'ls donaria la llibertat un cop acabat el pou. Segons la llegenda local, van trigar 17 anys a acabar el pou, però encara van morir després. Aquest famós pou encara es troba al centre de la fortalesa de Râșnov i té una profunditat de 143 metres.

## Cultura
A l'agost de 2013, Râșnov es va convertir en l'amfitrió del primer festival de metall extrem a Romania, conegut com a Rockstadt Extreme Fest, que es va celebrar a la base del turó amb la Ciutadella de Râșnov. El festival va comptar amb bandes com Decapitated, Napalm Death, Gojira, Carach Angren, Septicflesh, Primordial entre moltes altres i continua fins als nostres dies.

## Esports
El complex esportiu de Râșnov es va construir als afores de la ciutat de la vall de Cărbunarii, per al Festival Olímpic d'Hivern de la Joventut Europea del 2013, que es va celebrar a la ciutat propera de Brașov.
Dos esdeveniments de salt d'esquí van tenir lloc a Râșnov, en el marc de la competició femenina de la Copa del Món de Salt d'Esquí 2013/2014. Els fets estaven programats per al març del 2014, al vessant "Valea Cărbunării". Durant la Copa del Món 2019-2020, tant dones com homes tenen esdeveniments a Râșnov.